# Покровское сельское поселение (Ковылкинский район)
Покровское се́льское поселе́ние — упразднённое муниципальное образование в Ковылкинском районе Мордовии Российской Федерации.
Административный центр — село Покровск.

## История
Статус и границы сельского поселения установлены Законом Республики Мордовия от 7 февраля 2005 года № 13-З «Об установлении границ муниципальных образований Ковылкинского муниципального района, Ковылкинского муниципального района и наделении их статусом сельского поселения, городского поселения и муниципального района».
Законом от 17 мая 2018 года N 43-З Покровское сельское поселение и сельсовет были упразднены, а входившие в их состав населённые пункты были включены в состав Троицкого сельского поселения и сельсовета с административным центром в селе Троицк.

## Население
| 2002 | 2010 | 2012 | 2013 | 2014 | 2015 | 2016 |
| ---- | ---- | ---- | ---- | ---- | ---- | ---- |
| 461  | ↘383 | ↘360 | ↘338 | ↘319 | ↘315 | ↘311 |
| 2017 | 2018 |      |      |      |      |      |
| ↘302 | ↘296 |      |      |      |      |      |

## Состав сельского поселения
| № | Населённый пункт | Тип населённого пункта | Население |
| - | ---------------- | ---------------------- | --------- |
| 1 | Высокое          | село                   | ↘0        |
| 2 | Покровск         | село                   | ↘383      |